# Референдумы в Швейцарии (1958)
Референдумы в Швейцарии проходили 26 января, 11 мая, 6 июля, 26 октября и 7 декабря 1958 года. В январе прошёл референдум по гражданской инициативе «против злоупотребления экономической властью» относительно недобросовестной конкуренции. Инициатива была отклонена. В мае проходил референдум по федеральному бюджету, который был одобрен избирателями. Июльские референдумы были по введению в Конституцию Статьи 27-тер относительно фильмов и по петиции об улучшении дорожной сети. Оба референдума были одобрены. Октябрьский референдум относительно введения 44-часовой рабочей недели был отвергнут. В декабре проходили референдумы по конституционной поправке относительно игорных заведений и по одобрению договора с Италией о планах гидротехнических сооружений на реке Шпёль. Оба были одобрены.

## Результаты

### Январь: Инициатива по недобросовестной конкуренции
| Выбор                                | Общее голосование | Общее голосование | Кантоны | Кантоны | Кантоны |
| Выбор                                | Голосов           | %                 | Полных  | Полу-   | Всего   |
| ------------------------------------ | ----------------- | ----------------- | ------- | ------- | ------- |
| За                                   | 197 297           | 25,9              | 0       | 0       | 0       |
| Против                               | 550 322           | 74,1              | 19      | 6       | 22      |
| Пустых бюллетеней                    | 17 409            | –                 | –       | –       | –       |
| Недействительных бюллетеней          | 1 365             | –                 | –       | –       | –       |
| Всего                                | 761 393           | 100               | 19      | 6       | 22      |
| Зарегистрированных избирателей/ Явка | 1 469 853         | 51,8              | –       | –       | –       |
| Источник: Nohlen & Stöver            |                   |                   |         |         |         |

### Май: Федеральный бюджет
| Выбор                                | Общее голосование | Общее голосование | Кантоны | Кантоны | Кантоны |
| Выбор                                | Голосов           | %                 | Полных  | Полу-   | Всего   |
| ------------------------------------ | ----------------- | ----------------- | ------- | ------- | ------- |
| За                                   | 419 265           | 54,6              | 15      | 5       | 17,5    |
| Против                               | 348 905           | 45,4              | 4       | 1       | 4,5     |
| Пустых бюллетеней                    | 13 480            | –                 | –       | –       | –       |
| Недействительных бюллетеней          | 1 292             | –                 | –       | –       | –       |
| Всего                                | 782 942           | 100               | 19      | 6       | 22      |
| Зарегистрированных избирателей/ Явка | 1 471 221         | 53,2              | –       | –       | –       |
| Источник: Nohlen & Stöver            |                   |                   |         |         |         |

### Июль: Конституционная поправка о фильмах
| Выбор                                | Общее голосование | Общее голосование | Кантоны | Кантоны | Кантоны |
| Выбор                                | Голосов           | %                 | Полных  | Полу-   | Всего   |
| ------------------------------------ | ----------------- | ----------------- | ------- | ------- | ------- |
| За                                   | 362 806           | 61,3              | 18      | 5       | 20,5    |
| Против                               | 229 433           | 38,7              | 1       | 1       | 1,5     |
| Пустых бюллетеней                    | 30 285            | –                 | –       | –       | –       |
| Недействительных бюллетеней          | 1 039             | –                 | –       | –       | –       |
| Всего                                | 623 563           | 100               | 19      | 6       | 22      |
| Зарегистрированных избирателей/ Явка | 1 472 828         | 42,3              | –       | –       | –       |
| Источник: Nohlen & Stöver            |                   |                   |         |         |         |

### Июль: Улучшение дорожной сети
| Выбор                                | Общее голосование | Общее голосование | Кантоны | Кантоны | Кантоны |
| Выбор                                | Голосов           | %                 | Полных  | Полу-   | Всего   |
| ------------------------------------ | ----------------- | ----------------- | ------- | ------- | ------- |
| За                                   | 515 396           | 85,0              | 18      | 6       | 21      |
| Против                               | 91 238            | 15,0              | 1       | 0       | 1       |
| Пустых бюллетеней                    | 17 024            | –                 | –       | –       | –       |
| Недействительных бюллетеней          | 935               | –                 | –       | –       | –       |
| Всего                                | 624 593           | 100               | 19      | 6       | 22      |
| Зарегистрированных избирателей/ Явка | 1 472 828         | 42,4              | –       | –       | –       |
| Источник: Nohlen & Stöver            |                   |                   |         |         |         |

### Октябрь: 44-часовая рабочая неделя
| Выбор                                | Общее голосование | Общее голосование | Кантоны | Кантоны | Кантоны |
| Выбор                                | Голосов           | %                 | Полных  | Полу-   | Всего   |
| ------------------------------------ | ----------------- | ----------------- | ------- | ------- | ------- |
| За                                   | 315 790           | 35,0              | 0       | 1       | 0,5     |
| Против                               | 586 818           | 65,0              | 19      | 5       | 21,5    |
| Пустых бюллетеней                    | 9 112             | –                 | –       | –       | –       |
| Недействительных бюллетеней          | 1 613             | –                 | –       | –       | –       |
| Всего                                | 913 333           | 100               | 19      | 6       | 22      |
| Зарегистрированных избирателей/ Явка | 1 476 963         | 61,8              | –       | –       | –       |
| Источник: Nohlen & Stöver            |                   |                   |         |         |         |

### Декабрь: Конституционная поправка по азартным играм
| Выбор                                | Общее голосование | Общее голосование | Кантоны | Кантоны | Кантоны |
| Выбор                                | Голосов           | %                 | Полных  | Полу-   | Всего   |
| ------------------------------------ | ----------------- | ----------------- | ------- | ------- | ------- |
| За                                   | 392 620           | 59,9              | 18      | 5       | 20,5    |
| Против                               | 262 905           | 40,1              | 1       | 1       | 1,5     |
| Пустых бюллетеней                    | 26 268            | –                 | –       | –       | –       |
| Недействительных бюллетеней          | 1 143             | –                 | –       | –       | –       |
| Всего                                | 682 936           | 100               | 19      | 6       | 22      |
| Зарегистрированных избирателей/ Явка | 1 477 043         | 46,2              | –       | –       | –       |
| Источник: Nohlen & Stöver            |                   |                   |         |         |         |

### Декабрь: Договор с Италией по гидротехническим  сооружениям на Шпёле
| Выбор                                | Голосов   | %    |
| ------------------------------------ | --------- | ---- |
| За                                   | 501 170   | 75,2 |
| Против                               | 165 473   | 24,8 |
| Пустых бюллетеней                    | 17 612    | –    |
| Недействительных бюллетеней          | 1 178     | –    |
| Всего                                | 685 433   | 100  |
| Зарегистрированных избирателей/ Явка | 1 477 043 | 46,4 |
| Источник: Nohlen & Stöver            |           |      |